# Лаупахоехое
Лаупахоехое (гав. Laupāhoehoe) — статистически обособленная местность, расположенная на острове Гавайи в округе Гавайи (штат Гавайи, США).
Почтовый индекс США для Лаупахоехое 96764.

## История
1 апреля 1946 года Большой Остров подвергся удару цунами, которые породило землетрясение у Алеутских островов. На острове погибло около 160 человек. Хотя наибольшее число случаев гибели зафиксировано в Хило, в Лаупахоехое было затоплено здание школы, утонули двадцать школьников и четыре преподавателя. В поселении поставлен памятник, напоминающий об этой трагедии.

## География
Согласно Бюро переписи населения США статистически обособленная местность Лаупахоехое имеет общую площадь 5,9 квадратных километров, из которых 5,4 км2 относится к суше и 0,5 км2 или 8,41 % — к водным ресурсам.

## Демография
По данным переписи населения за 2010 год в Лаупахоехое проживало 581 человек, насчитывалось 214 домашних хозяйств, 243 жилых дома. Средняя плотность населения составляла около 107,6 человек на один квадратный километр.
Расовый состав Лаупахоехое по данным переписи 2010 года распределился следующим образом: 36,49 % белых, 0,34 % — чёрных или афроамериканцев, 0,17 % — коренных американцев, 24,44 % — азиатов, 4,82 % — коренных жителей тихоокеанских островов, 32,87 % — представителей смешанных рас, 0,86 % — других народностей. Испаноговорящие составили 18,59 % населения.
Из 214 домашних хозяйств в 28 % — воспитывали детей в возрасте до 18 лет. В среднем домашнее хозяйство ведут 2,71 человек.
Население Лаупахоехое по возрастному диапазону (данные переписи 2010 года) распределилось следующим образом: 23,9 % — жители младше 18 лет, 5 % — между 18 и 24 годами, 12,9 % — от 25 до 34 лет, 15,1 % — от 35 до 49 лет, 26 — от 50 до 64 лет и 17 % — в возрасте 65 лет и старше. На каждые 100 женщин приходилось 105,3 мужчин, при этом на каждые сто женщин 18 лет и старше приходилось 95 мужчин также старше 18 лет.

## Экономика
Средний доход на одно домашнее хозяйство Лаупахоехое (по данным 2000 года) составил 29 250 долларов США, а средний доход на одну семью — 30 000 долларов. При этом мужчины имели средний доход в 21 667 долларов в год против 21 607 долларов среднегодового дохода у женщин. Доход на душу населения составил 11 896 долларов в год. 28,4 % от всего числа семей в местности и 25,2 % от всей численности населения находилось на момент переписи за чертой бедности, при этом 41,1 % из них были моложе 18 лет и 14 % в возрасте 65 лет и старше.